# إميليو روجاس
إميليو روجاس (بالإنجليزية: Emilio Rojas)‏ هو رابر أمريكي، ولد في 16 أبريل 1984 في روتشستر في الولايات المتحدة.

## وصلات خارجية
- الموقع الرسمي
- إميليو روجاس على موقع ميوزك برينز (الإنجليزية)
- إميليو روجاس على موقع أول ميوزيك (الإنجليزية)
- إميليو روجاس على موقع ديسكوغز (الإنجليزية)